# 達申卡
50°38′58″N 28°23′42″E / 50.64944°N 28.39500°E
達申卡（烏克蘭語：Дашинка），是烏克蘭北部的村莊，隸屬日托米爾州的日托米爾區。該村面積1.56平方公里，2001年人口389，人口密度每平方公里249.84人。